# Bernard Carp
Bernard Carp (conocido como Berend Carp; 17 de abril de 1901-22 de julio de 1966) fue un deportista neerlandés que compitió en vela en la clase 6.5 Metre. Fue hermano del también regatista Johan Carp.
Participó en los Juegos Olímpicos de Amberes 1920, obteniendo una medalla de oro en la clase 6.5 Metre.

## Palmarés internacional
| Juegos Olímpicos | Juegos Olímpicos  | Juegos Olímpicos | Juegos Olímpicos |
| Año              | Lugar             | Medalla          | Clase            |
| ---------------- | ----------------- | ---------------- | ---------------- |
| 1920             | Amberes (Bélgica) | Medalla de oro   | 6.5 Metre        |